# Deni Alar
Deni Alar (sinh ngày 18 tháng 1 năm 1990) là một cầu thủ bóng đá Áo gốc Croatia thi đấu cho Sturm Graz.

## Sự nghiệp câu lạc bộ
Sinh ra ở Slavonski Brod, Croatia, lúc còn thuộc Nam Tư, anh thi đấu cho đội bóng ở Giải bóng đá vô địch quốc gia Áo Kapfenberger SV, cho đến khi chuyển đến SK Rapid Wien.
Chuyển nhượng này được thông báo vào ngày 3 tháng 6 năm 2011.

## Sự nghiệp quốc tế
Alar được gọi lên đội tuyển Áo lần đầu tiên trong trận vòng loại Cúp bóng đá thế giới 2018 với Cộng hòa Ireland tháng 6 năm 2017.

## Cuộc sống cá nhân
Anh là con trai của cựu cầu thủ bóng đá Croatia Goran Alar.